# Robert Therrien
Robert Therrien (* 1947 in Chicago; † 17. Juni 2019 in Los Angeles) war ein US-amerikanischer Bildhauer und Zeichner.

## Werdegang
Robert Therrien wurde in Chicago geboren und wuchs in San Francisco auf. An der University of Southern California in Los Angeles erlangte er den Master. Anfangs entstanden seine Werke aus alltäglichen Materialien wie Türen, Stühle, Teller, Särge, und Krüge. Später begann er mit Holz, Bronze, Kupfer und anderen Materialien zu arbeiten. In den 1990ern fokussierte er sich auf die Größe der Objekte, so dass überdimensionale Skulpturen und Rauminstallationen aus dem häuslichen Umfeld entstehen. Nicht nur die Abmaße der alltäglichen Objekte, sondern auch die Farbe, das Material und die Anordnung sind verändert.
„No Title (Table and Four Chairs)“ ist eine seiner bekanntesten Arbeiten.
Robert Therrien war auch auf den Gebieten der Zeichnung, Druckgrafik und Fotografie tätig.

## Ausstellungen (Auswahl)

### Einzelausstellungen
- 2011 Artist Rooms: Robert Therrien: Smoke Signals Tate Liverpool, Liverpool
- 2012 Robert Therrien: No Title (Table and Four Chairs) Metropolitan Arts Centre, Belfast, Nordirland
- 2013 Robert Therrien Albright-Knox Art Gallery, Buffalo
- 2014 Robert Therrien–Acceso directo CaixaForum Girona, Girona
- 2015 Robert Therrien The Contemporary Austin, Austin[5]
- 2016 Robert Therrien–The Power Of The Image  Denver Art Museum, Denver, CO

### Gruppenausstellungen
- 1985 Whitney Biennial 1985 Whitney Museum of American Art, New York
- 1992 documenta IX, Kassel
- 1994 Major Works Leo Castelli Gallery, New York
- 1997 Objects of Desire: The Modern Still Life Museum of Modern Art, New York
- 1998 PhotoImage: Printmaking 60s to 90s Museum of Fine Arts, Boston, Boston
- 1999 Culbutes–Œuvre d'impertinence Musée d´art contemporain de Montréal, Montreal
- 2005 Laguna's Hidden Treasures: Art from Private Collections Laguna Art Museum, Laguna Beach
- 2006 Los Angeles 1955–1985 The birth of an art capital Centre Georges-Pompidou, Paris
- 2008 Wall Rockets: Contemporary Artists and Ed Ruscha FLAG Art Foundation, New York
- 2010 Double Rotation–Werke aus der Sammlung Lafrenz Weserburg Museum für moderne Kunst, Bremen